# Saison 2023-2024 des Warriors de Golden State
La saison 2023-2024 des Warriors de Golden State est la 78e saison de la franchise en NBA et la 62e dans la région de la baie de San Francisco.
Le 16 avril, les Warriors sont éliminés de la course aux playoffs après leur défaite lors du Play-in face aux Kings de Sacramento (94-118). 

## Draft
| Tour | Choix | Joueur             | Poste | Nationalité | Provenance             |
| ---- | ----- | ------------------ | ----- | ----------- | ---------------------- |
| 1    | 19    | Brandin Podziemski | SG    | États-Unis  | Broncos de Santa Clara |

## Matchs

### Summer League
| Summer League Total: 1-6 |

| Match | Date match | Équipe     | Score    | Meilleur marqueur    | Meilleur rebondeur     | Meilleur passeur | Lieux Spectateurs      | Série |
| ----- | ---------- | ---------- | -------- | -------------------- | ---------------------- | ---------------- | ---------------------- | ----- |
| 1     | 3 juillet  | Sacramento | D 94-100 | Lester Quiñones (26) | Brandin Podziemski (6) | Yuri Collins (7) | Golden 1 Center 14 054 | 0 - 1 |
| 2     | 5 juillet  | Charlotte  | V 98-83  | Lester Quiñones (21) | Jayce Johnson (12)     | Yuri Collins (5) | Golden 1 Center 0      | 1 - 1 |

| Match | Date match | Équipe              | Score     | Meilleur marqueur    | Meilleur rebondeur        | Meilleur passeur        | Lieux Spectateurs      | Série |
| ----- | ---------- | ------------------- | --------- | -------------------- | ------------------------- | ----------------------- | ---------------------- | ----- |
| 1     | 7 juillet  | L.A. Lakers         | D 96-103  | Gui Santos (25)      | Perry, Podziemski (11)    | Kendric Davis (8)       | Thomas & Mack Center 0 | 0 - 1 |
| 2     | 9 juillet  | La Nouvelle-Orléans | D 86-94   | Lester Quiñones (26) | Brandin Podziemski (9)    | Brandin Podziemski (10) | Thomas & Mack Center 0 | 0 - 2 |
| 3     | 12 juillet | Dallas              | D 96-98   | Lester Quiñones (31) | Reggie Perry (17)         | Brandin Podziemski (7)  | Cox Pavilion 0         | 0 - 3 |
| 4     | 13 juillet | Houston             | D 101-118 | Kendric Davis (18)   | Trois joueurs (8)         | Lester Quiñones (8)     | Thomas & Mack Center 0 | 0 - 4 |
| 5     | 15 juillet | Toronto             | D 101-108 | Lester Quiñones (32) | Trayce Jackson-Davis (10) | Yuri Collins (7)        | Cox Pavilion 0         | 0 - 5 |

### Pré-saison
| Pré-saison Total: 4-1 (Domicile : 2-1; Extérieur : 2-0) |

| Match | Date match | Équipe        | Score          | Meilleur marqueur     | Meilleur rebondeur        | Meilleur passeur         | Lieux Spectateurs       | Série |
| ----- | ---------- | ------------- | -------------- | --------------------- | ------------------------- | ------------------------ | ----------------------- | ----- |
| 1     | 7 octobre  | L.A. Lakers   | V 125-108      | Jonathan Kuminga (24) | Jonathan Kuminga (8)      | Chris Paul (5)           | Chase Center 18 064     | 1 - 0 |
| 2     | 13 octobre | @ L.A. Lakers | V 129-125      | Jonathan Kuminga (26) | Brandin Podziemski (6)    | Brandin Podziemski (10)  | Crypto.com Arena 18 997 | 2 - 0 |
| 3     | 15 octobre | @ Sacramento  | V 121-115 (OT) | Jonathan Kuminga (28) | Kevon Looney (14)         | Podziemski, Quiñones (4) | Golden 1 Center 17 884  | 3 - 0 |
| 4     | 18 octobre | Sacramento    | V 116-115      | Stephen Curry (30)    | Trayce Jackson-Davis (10) | Chris Paul (9)           | Chase Center 18 064     | 4 - 0 |
| 5     | 20 octobre | San Antonio   | D 117-122      | Moses Moody (18)      | Moses Moody (8)           | Trois joueurs (5)        | Chase Center 18 064     | 4 - 1 |

### Saison régulière
| Saison régulière Total: 46-36 (Domicile : 21-20; Extérieur : 25-16) |

| Match | Date       | Équipe                | Score     | Meilleur marqueur  | Meilleur rebondeur | Meilleur passeur   | Lieux Spectateurs           | Série |
| ----- | ---------- | --------------------- | --------- | ------------------ | ------------------ | ------------------ | --------------------------- | ----- |
| 1     | 24 octobre | Phoenix               | D 104-108 | Stephen Curry (27) | Kevon Looney (11)  | Chris Paul (9)     | Chase Center 18 064         | 0 - 1 |
| 2     | 27 octobre | @ Sacramento          | V 122-114 | Stephen Curry (41) | Kevon Looney (12)  | Chris Paul (12)    | Golden 1 Center 18 250      | 1 - 1 |
| 3     | 29 octobre | @ Houston             | V 106-95  | Stephen Curry (24) | Kevon Looney (11)  | Chris Paul (7)     | Toyota Center 18 055        | 2 - 1 |
| 4     | 30 octobre | @ La Nouvelle-Orléans | V 130-102 | Stephen Curry (42) | Dario Šarić (10)   | Draymond Green (7) | Smoothie King Center 17 286 | 3 - 1 |

| Match                                                                      | Date         | Équipe           | Score          | Meilleur marqueur       | Meilleur rebondeur     | Meilleur passeur       | Lieux Spectateurs                 | Série  |
| -------------------------------------------------------------------------- | ------------ | ---------------- | -------------- | ----------------------- | ---------------------- | ---------------------- | --------------------------------- | ------ |
| 5                                                                          | 1er novembre | Sacramento       | V 102-101      | Stephen Curry (21)      | Kevon Looney (9)       | Draymond Green (9)     | Chase Center 18 064               | 4 - 1  |
| 6                                                                          | 3 novembre   | @ Oklahoma City* | V 141-139      | Stephen Curry (30)      | Stephen Curry (8)      | Chris Paul (13)        | Paycom Center 16 827              | 5 - 1  |
| 7                                                                          | 5 novembre   | @ Cleveland      | D 104-115      | Stephen Curry (28)      | Kevon Looney (11)      | Draymond Green (8)     | Rocket Mortgage FieldHouse 19 432 | 5 - 2  |
| 8                                                                          | 6 novembre   | @ Détroit        | V 120-109      | Stephen Curry (34)      | Draymond Green (9)     | Draymond Green (8)     | Little Caesars Arena 20 062       | 6 - 2  |
| 9                                                                          | 8 novembre   | @ Denver         | D 105-108      | Stephen Curry (23)      | Looney, Šarić (8)      | Trois joueurs (4)      | Ball Arena 19 737                 | 6 - 3  |
| 10                                                                         | 11 novembre  | Cleveland        | D 110-118      | Stephen Curry (30)      | Kevon Looney (13)      | Chris Paul (9)         | Chase Center 18 064               | 6 - 4  |
| 11                                                                         | 12 novembre  | Minnesota        | D 110-116      | Stephen Curry (38)      | Dario Šarić (10)       | Draymond Green (7)     | Chase Center 18 064               | 6 - 5  |
| 12                                                                         | 14 novembre  | Minnesota*       | D 101-104      | Brandin Podziemski (23) | Kevon Looney (12)      | Brandin Podziemski (5) | Chase Center 18 064               | 6 - 6  |
| 13                                                                         | 16 novembre  | Oklahoma City    | D 109-128      | Jonathan Kuminga (21)   | Kevon Looney (11)      | Chris Paul (8)         | Chase Center 18 064               | 6 - 7  |
| 14                                                                         | 18 novembre  | Oklahoma City    | D 123-130 (OT) | Andrew Wiggins (31)     | Kevon Looney (16)      | Chris Paul (11)        | Chase Center 18 064               | 6 - 8  |
| 15                                                                         | 20 novembre  | Houston          | V 121-116      | Stephen Curry (32)      | Andrew Wiggins (7)     | Chris Paul (12)        | Chase Center 18 064               | 7 - 8  |
| 16                                                                         | 22 novembre  | @ Phoenix        | D 115-123      | Klay Thompson (23)      | Moses Moody (9)        | Curry, Paul (6)        | Footprint Center 17 071           | 7 - 9  |
| 17                                                                         | 24 novembre  | San Antonio*     | V 118-112      | Stephen Curry (35)      | Kevon Looney (8)       | Chris Paul (10)        | Chase Center 18 064               | 8 - 9  |
| 18                                                                         | 28 novembre  | @ Sacramento*    | D 123-124      | Curry, Wiggins (29)     | Curry, Wiggins (10)    | Stephen Curry (6)      | Golden 1 Center 18 039            | 8 - 10 |
| 19                                                                         | 30 novembre  | L.A. Clippers    | V 120-114      | Stephen Curry (26)      | Brandin Podziemski (8) | Stephen Curry (8)      | Chase Center 18 064               | 9 - 10 |
| *Matchs comptant pour la phase de groupe du NBA In-Season Tournament 2023. |              |                  |                |                         |                        |                        |                                   |        |

| Match | Date        | Équipe          | Score          | Meilleur marqueur    | Meilleur rebondeur        | Meilleur passeur       | Lieux Spectateurs       | Série   |
| ----- | ----------- | --------------- | -------------- | -------------------- | ------------------------- | ---------------------- | ----------------------- | ------- |
| 20    | 2 décembre  | @ L.A. Clippers | D 112-113      | Stephen Curry (22)   | Draymond Green (9)        | Stephen Curry (11)     | Crypto.com Arena 19 370 | 9 - 11  |
| 21    | 6 décembre  | Portland        | V 110-106      | Stephen Curry (31)   | Draymond Green (10)       | Draymond Green (9)     | Chase Center 18 064     | 10 - 11 |
| 22    | 8 décembre  | @ Oklahoma City | D 136-138 (OT) | Stephen Curry (34)   | Kuminga, Šarić (12)       | Draymond Green (13)    | Paycom Center 17 112    | 10 - 12 |
| 23    | 12 décembre | @ Phoenix       | D 116-119      | Stephen Curry (24)   | Brandin Podziemski (11)   | Chris Paul (11)        | Footprint Center 17 071 | 10 - 13 |
| 24    | 14 décembre | @ L.A. Clippers | D 113-121      | Klay Thompson (30)   | Looney, Podziemski (7)    | Looney, Thompson (5)   | Crypto.com Arena 19 370 | 10 - 14 |
| 25    | 16 décembre | Brooklyn        | V 124-120      | Stephen Curry (37)   | Kevon Looney (7)          | Chris Paul (11)        | Chase Center 18 064     | 11 - 14 |
| 26    | 17 décembre | @ Portland      | V 118-114      | Klay Thompson (28)   | Trayce Jackson-Davis (8)  | Curry, Paul (8)        | Moda Center 18 547      | 12 - 14 |
| 27    | 19 décembre | Boston          | V 132-126 (OT) | Stephen Curry (33)   | Trayce Jackson-Davis (13) | Chris Paul (12)        | Chase Center 18 064     | 13 - 14 |
| 28    | 22 décembre | Washington      | V 129-118      | Stephen Curry (30)   | Trayce Jackson-Davis (15) | Chris Paul (10)        | Chase Center 18 064     | 14 - 14 |
| 29    | 23 décembre | Portland        | V 126-106      | Klay Thompson (28)   | Kevon Looney (11)         | Chris Paul (11)        | Chase Center 18 064     | 15 - 14 |
| 30    | 25 décembre | @ Denver        | D 114-120      | Andrew Wiggins (22)  | Brandin Podziemski (9)    | Brandin Podziemski (6) | Ball Arena 19 811       | 15 - 15 |
| 31    | 28 décembre | Miami           | D 102-114      | Curry, Thompson (13) | Trayce Jackson-Davis (11) | Brandin Podziemski (6) | Chase Center 18 064     | 15 - 16 |
| 32    | 30 décembre | Dallas          | D 122-132      | Stephen Curry (25)   | Trois joueurs (9)         | Stephen Curry (7)      | Chase Center 18 064     | 15 - 17 |

| Match | Date       | Équipe              | Score           | Meilleur marqueur     | Meilleur rebondeur        | Meilleur passeur       | Lieux Spectateurs    | Série   |
| --- | ---------- | ------------------- | --------------- | --------------------- | ------------------------- | ---------------------- | -------------------- | ------- |
| 33 | 2 janvier  | Orlando             | V 121-115       | Stephen Curry (36)    | Jonathan Kuminga (6)      | Stephen Curry (6)      | Chase Center 18 064  | 16 - 17 |
| 34 | 4 janvier  | Denver              | D 127-130       | Stephen Curry (30)    | Dario Šarić (7)           | Trois joueurs (6)      | Chase Center 18 064  | 16 - 18 |
| 35 | 5 janvier  | Détroit             | V 113-109       | Stephen Curry (26)    | Trayce Jackson-Davis (9)  | Brandin Podziemski (5) | Chase Center 18 064  | 17 - 18 |
| 36 | 7 janvier  | Toronto             | D 118-133       | Klay Thompson (25)    | Trayce Jackson-Davis (11) | Stephen Curry (6)      | Chase Center 18 064  | 17 - 19 |
| 37 | 10 janvier | La Nouvelle-Orléans | D 105-141       | Moses Moody (21)      | Brandin Podziemski (9)    | Stephen Curry (6)      | Chase Center 18 064  | 17 - 20 |
| 38 | 12 janvier | @ Chicago           | V 140-131       | Klay Thompson (30)    | Jackson-Davis, Šarić (7)  | Stephen Curry (9)      | United Center 21 153 | 18 - 20 |
| 39 | 13 janvier | @ Milwaukee         | D 118-129       | Jonathan Kuminga (28) | Brandin Podziemski (10)   | Dario Šarić (6)        | Fiserv Forum 18 009  | 18 - 21 |
| 40 | 15 janvier | @ Memphis           | D 107-116       | Stephen Curry (26)    | Jonathan Kuminga (11)     | Stephen Curry (8)      | FedExForum 16 612    | 18 - 22 |
| - | 17 janvier | @ Utah              | Reporté*        | Reporté*              | Reporté*                  | Reporté*               | Delta Center         | -       |
| - | 19 janvier | Dallas              | Reporté*        | Reporté*              | Reporté*                  | Reporté*               | Chase Center         | -       |
| 41 | 24 janvier | Atlanta             | V 134-112       | Curry, Kuminga (25)   | Jonathan Kuminga (9)      | Stephen Curry (8)      | Chase Center 18 064  | 19 - 22 |
| 42 | 25 janvier | Sacramento          | D 133-134       | Stephen Curry (33)    | Stephen Curry (6)         | Draymond Green (11)    | Chase Center 18 064  | 19 - 23 |
| 43 | 27 janvier | L.A. Lakers         | D 144-145 (2OT) | Stephen Curry (46)    | Draymond Green (14)       | Draymond Green (11)    | Chase Center 18 064  | 19 - 24 |
| 44 | 30 janvier | Philadelphie        | V 119-107       | Stephen Curry (37)    | Stephen Curry (8)         | Curry, Šarić (7)       | Chase Center 18 064  | 20 - 24 |
| * Les matchs ont été reportés à la suite du décès de Dejan Milojević, entraîneur assistant des Warriors de Golden State. |            |                     |                 |                       |                           |                        |                      |         |

| Match                  | Date       | Équipe         | Score          | Meilleur marqueur     | Meilleur rebondeur      | Meilleur passeur        | Lieux Spectateurs            | Série   |
| ---------------------- | ---------- | -------------- | -------------- | --------------------- | ----------------------- | ----------------------- | ---------------------------- | ------- |
| 45                     | 2 février  | @ Memphis      | V 121-101      | Jonathan Kuminga (29) | Draymond Green (12)     | Brandin Podziemski (14) | FedExForum 17 794            | 21 - 24 |
| 46                     | 3 février  | @ Atlanta      | D 134-141 (OT) | Stephen Curry (60)    | Brandin Podziemski (11) | Draymond Green (8)      | State Farm Arena 17 600      | 21 - 25 |
| 47                     | 5 février  | @ Brooklyn     | V 109-98       | Stephen Curry (29)    | Brandin Podziemski (11) | Draymond Green (7)      | Barclays Center 17 919       | 22 - 25 |
| 48                     | 7 février  | @ Philadelphie | V 127-104      | Andrew Wiggins (21)   | Andrew Wiggins (10)     | Kuminga, Podziemski (5) | Wells Fargo Center 19 780    | 23 - 25 |
| 49                     | 8 février  | @ Indiana      | V 131-109      | Stephen Curry (42)    | Green, Santos (8)       | Brandin Podziemski (7)  | Gainbridge Fieldhouse 17 274 | 24 - 25 |
| 50                     | 10 février | Phoenix        | V 113-112      | Stephen Curry (30)    | Stephen Curry (9)       | Draymond Green (9)      | Chase Center 18 064          | 25 - 25 |
| 51                     | 12 février | @ Utah         | V 129-107      | Klay Thompson (26)    | Draymond Green (10)     | Stephen Curry (10)      | Delta Center 18 206          | 26 - 25 |
| 52                     | 14 février | L.A. Clippers  | D 125-130      | Stephen Curry (41)    | Draymond Green (10)     | Brandin Podziemski (8)  | Chase Center 18 064          | 26 - 26 |
| 53                     | 15 février | @ Utah         | V 140-137      | Klay Thompson (35)    | Andrew Wiggins (7)      | Stephen Curry (10)      | Delta Center 18 206          | 27 - 26 |
| NBA All-Star Game 2024 |            |                |                |                       |                         |                         |                              |         |
| 54                     | 22 février | L.A. Lakers    | V 128-110      | Stephen Curry (32)    | Brandin Podziemski (9)  | Stephen Curry (8)       | Chase Center 18 064          | 28 - 26 |
| 55                     | 23 février | Charlotte      | V 97-84        | Stephen Curry (15)    | Draymond Green (13)     | Kuminga, Podziemski (6) | Chase Center 18 064          | 29 - 26 |
| 56                     | 25 février | Denver         | D 103-119      | Klay Thompson (23)    | Kuminga, Podziemski (6) | Quatre joueurs (4)      | Chase Center 18 064          | 29 - 27 |
| 57                     | 27 février | @ Washington   | V 123-112      | Klay Thompson (25)    | Draymond Green (8)      | Draymond Green (8)      | Capital One Arena 20 333     | 30 - 27 |
| 58                     | 29 février | @ New York     | V 110-99       | Stephen Curry (31)    | Stephen Curry (11)      | Green, Paul (6)         | Madison Square Garden 19 812 | 31 - 27 |

| Match | Date     | Équipe        | Score     | Meilleur marqueur     | Meilleur rebondeur        | Meilleur passeur       | Lieux Spectateurs               | Série   |
| ----- | -------- | ------------- | --------- | --------------------- | ------------------------- | ---------------------- | ------------------------------- | ------- |
| 59    | 1er mars | @ Toronto     | V 120-105 | Stephen Curry (25)    | Draymond Green (13)       | Stephen Curry (6)      | Scotiabank Arena 19 800         | 32 - 27 |
| 60    | 3 mars   | @ Boston      | D 88-140  | Lester Quiñones (17)  | Gui Santos (9)            | Chris Paul (7)         | TD Garden 19 156                | 32 - 28 |
| 61    | 6 mars   | Milwaukee     | V 125-90  | Stephen Curry (29)    | Stephen Curry (8)         | Chris Paul (9)         | Chase Center 18 064             | 33 - 28 |
| 62    | 7 mars   | Chicago       | D 122-125 | Klay Thompson (25)    | Green, Kuminga (10)       | Draymond Green (12)    | Chase Center 18 064             | 33 - 29 |
| 63    | 9 mars   | San Antonio   | D 113-126 | Klay Thompson (27)    | Trois joueurs (6)         | Chris Paul (9)         | Chase Center 18 064             | 33 - 30 |
| 64    | 11 mars  | @ San Antonio | V 112-102 | Jonathan Kuminga (22) | Trayce Jackson-Davis (10) | Chris Paul (8)         | Frost Bank Center 18 354        | 34 - 30 |
| 65    | 13 mars  | @ Dallas      | D 99-109  | Jonathan Kuminga (27) | Trayce Jackson-Davis (9)  | Brandin Podziemski (6) | American Airlines Center 20 411 | 34 - 31 |
| 66    | 16 mars  | @ L.A. Lakers | V 128-121 | Stephen Curry (31)    | Draymond Green (12)       | Draymond Green (13)    | Crypto.com Arena 18 997         | 35 - 31 |
| 67    | 18 mars  | New York      | D 112-119 | Stephen Curry (27)    | Trayce Jackson-Davis (9)  | Klay Thompson (8)      | Chase Center 18 064             | 35 - 32 |
| 68    | 20 mars  | Memphis       | V 137-116 | Jonathan Kuminga (26) | Draymond Green (12)       | Chris Paul (14)        | Chase Center 18 064             | 36 - 32 |
| 69    | 22 mars  | Indiana       | D 111-123 | Stephen Curry (25)    | Stephen Curry (11)        | Draymond Green (6)     | Chase Center 18 064             | 36 - 33 |
| 70    | 24 mars  | @ Minnesota   | D 110-114 | Stephen Curry (31)    | Green, Payton II (8)      | Gary Payton II (7)     | Target Center 18 024            | 36 - 34 |
| 71    | 26 mars  | @ Miami       | V 113-92  | Klay Thompson (28)    | Draymond Green (9)        | Draymond Green (8)     | Kaseya Center 19 813            | 37 - 34 |
| 72    | 27 mars  | @ Orlando     | V 101-93  | Andrew Wiggins (23)   | Trayce Jackson-Davis (14) | Stephen Curry (10)     | Kia Center 19 210               | 38 - 34 |
| 73    | 29 mars  | @ Charlotte   | V 115-97  | Stephen Curry (23)    | Trois joueurs (8)         | Chris Paul (9)         | Spectrum Center 19 487          | 39 - 34 |
| 74    | 31 mars  | @ San Antonio | V 117-113 | Stephen Curry (33)    | Trayce Jackson-Davis (7)  | Draymond Green (11)    | Frost Bank Center 18 718        | 40 - 34 |

| Match | Date     | Équipe              | Score     | Meilleur marqueur    | Meilleur rebondeur             | Meilleur passeur     | Lieux Spectateurs               | Série   |
| ----- | -------- | ------------------- | --------- | -------------------- | ------------------------------ | -------------------- | ------------------------------- | ------- |
| 75    | 2 avril  | Dallas              | V 104-100 | Andrew Wiggins (23)  | Jackson-Davis, Podziemski (10) | Stephen Curry (7)    | Chase Center 18 064             | 41 - 34 |
| 76    | 4 avril  | @ Houston           | V 133-110 | Curry, Thompson (29) | Draymond Green (8)             | Stephen Curry (6)    | Toyota Center 18 055            | 42 - 34 |
| 77    | 5 avril  | @ Dallas            | D 106-108 | Stephen Curry (28)   | Trayce Jackson-Davis (8)       | Chris Paul (8)       | American Airlines Center 20 425 | 42 - 35 |
| 78    | 7 avril  | Utah                | V 118-110 | Klay Thompson (32)   | Jonathan Kuminga (10)          | Chris Paul (9)       | Chase Center 18 064             | 43 - 35 |
| 79    | 9 avril  | @ L.A. Lakers       | V 134-120 | Klay Thompson (27)   | Curry, Jackson-Davis (7)       | Draymond Green (10)  | Crypto.com Arena 18 997         | 44 - 35 |
| 80    | 11 avril | @ Portland          | V 100-92  | Stephen Curry (22)   | Kevon Looney (11)              | Stephen Curry (8)    | Moda Center 19 335              | 45 - 35 |
| 81    | 12 avril | La Nouvelle-Orléans | D 109-114 | Stephen Curry (33)   | Draymond Green (12)            | Draymond Green (11)  | Chase Center 18 064             | 45 - 36 |
| 82    | 14 avril | Utah                | V 123-116 | Klay Thompson (25)   | Brandin Podziemski (9)         | Jonathan Kuminga (7) | Chase Center 18 064             | 46 - 36 |

### Play-in tournament
| Play-in Total: 0-1 (Domicile : 0-0; Extérieur : 0-1) |

| Match | Date match | Équipe       | Score    | Meilleur marqueur  | Meilleur rebondeur     | Meilleur passeur   | Lieux Spectateurs      | Série |
| ----- | ---------- | ------------ | -------- | ------------------ | ---------------------- | ------------------ | ---------------------- | ----- |
| 1     | 16 avril   | @ Sacramento | D 94-118 | Stephen Curry (22) | Brandin Podziemski (8) | Draymond Green (6) | Golden 1 Center 18 304 | 0 - 1 |

### Confrontations en saison régulière
| Conférence Est      | Conférence Est                              | Conférence Est                              | Conférence Ouest                            | Conférence Ouest                            | Conférence Ouest                            | Conférence Ouest                            | Conférence Ouest                            |
| Division Atlantique | Division Atlantique                         | Division Atlantique                         | Division Nord-Ouest                         | Division Nord-Ouest                         | Division Nord-Ouest                         | Division Nord-Ouest                         | Division Nord-Ouest                         |
| Équipe              | Domicile                                    | Extérieur                                   | Équipe                                      | Domicile                                    | Domicile                                    | Extérieur                                   | Extérieur                                   |
| ------------------- | ------------------------------------------- | ------------------------------------------- | ------------------------------------------- | ------------------------------------------- | ------------------------------------------- | ------------------------------------------- | ------------------------------------------- |
| Boston              | 132-126 (OT)                                | 88-140                                      | Denver                                      | 127-130                                     | 103-119                                     | 105-108                                     | 114-120                                     |
| Brooklyn            | 124-120                                     | 109-98                                      | Minnesota                                   | 110-116                                     | 101-104                                     | 110-114                                     |                                             |
| New York            | 112-119                                     | 110-99                                      | Oklahoma City                               | 109-128                                     | 123-130 (OT)                                | 141-139                                     | 136-138 (OT)                                |
| Philadelphie        | 119-107                                     | 127-104                                     | Portland                                    | 110-106                                     | 126-106                                     | 118-114                                     | 100-92                                      |
| Toronto             | 118-133                                     | 120-105                                     | Utah                                        | 118-110                                     | 123-116                                     | 140-137                                     | 129-107                                     |
| Division            | 7-3 (Domicile : 3-2; Extérieur : 4-1)       | 7-3 (Domicile : 3-2; Extérieur : 4-1)       | Division                                    | 9-10 (Domicile : 4-6; Extérieur : 5-4)      | 9-10 (Domicile : 4-6; Extérieur : 5-4)      | 9-10 (Domicile : 4-6; Extérieur : 5-4)      | 9-10 (Domicile : 4-6; Extérieur : 5-4)      |
| Division Centrale   | Division Centrale                           | Division Centrale                           | Division Pacifique                          | Division Pacifique                          | Division Pacifique                          | Division Pacifique                          | Division Pacifique                          |
| Équipe              | Domicile                                    | Extérieur                                   | Équipe                                      | Domicile                                    | Domicile                                    | Extérieur                                   | Extérieur                                   |
| Chicago             | 122-125                                     | 140-131                                     |                                             |                                             |                                             |                                             |                                             |
| Cleveland           | 110-118                                     | 104-115                                     | L.A. Clippers                               | 120-114                                     | 125-130                                     | 112-113                                     | 113-121                                     |
| Detroit             | 113-109                                     | 120-109                                     | L.A. Lakers                                 | 144-145 (2OT)                               | 128-110                                     | 128-121                                     | 134-120                                     |
| Indiana             | 111-123                                     | 131-109                                     | Phoenix                                     | 104-108                                     | 113-112                                     | 115-123                                     | 116-119                                     |
| Milwaukee           | 125-90                                      | 118-129                                     | Sacramento                                  | 102-101                                     | 133-134                                     | 122-114                                     | 123-124                                     |
| Division            | 5-5 (Domicile : 2-3; Extérieur : 3-2)       | 5-5 (Domicile : 2-3; Extérieur : 3-2)       | Division                                    | 7-9 (Domicile : 4-4; Extérieur : 3-5)       | 7-9 (Domicile : 4-4; Extérieur : 3-5)       | 7-9 (Domicile : 4-4; Extérieur : 3-5)       | 7-9 (Domicile : 4-4; Extérieur : 3-5)       |
| Division Sud-Est    | Division Sud-Est                            | Division Sud-Est                            | Division Sud-Ouest                          | Division Sud-Ouest                          | Division Sud-Ouest                          | Division Sud-Ouest                          | Division Sud-Ouest                          |
| Équipe              | Domicile                                    | Extérieur                                   | Équipe                                      | Domicile                                    | Domicile                                    | Extérieur                                   | Extérieur                                   |
| Atlanta             | 134-112                                     | 134-141 (OT)                                | Dallas                                      | 122-132                                     | 104-100                                     | 99-109                                      | 106-108                                     |
| Charlotte           | 97-84                                       | 115-97                                      | Houston                                     | 121-116                                     |                                             | 106-95                                      | 133-110                                     |
| Miami               | 102-114                                     | 113-92                                      | Memphis                                     | 137-116                                     |                                             | 107-116                                     | 121-101                                     |
| Orlando             | 121-115                                     | 101-93                                      | New Orleans                                 | 105-141                                     | 109-114                                     | 130-102                                     |                                             |
| Washington          | 129-118                                     | 123-112                                     | San Antonio                                 | 118-112                                     | 113-126                                     | 112-102                                     | 117-113                                     |
| Division            | 8-2 (Domicile : 4-1; Extérieur : 4-1)       | 8-2 (Domicile : 4-1; Extérieur : 4-1)       | Division                                    | 10-7 (Domicile : 4-4; Extérieur : 6-3)      | 10-7 (Domicile : 4-4; Extérieur : 6-3)      | 10-7 (Domicile : 4-4; Extérieur : 6-3)      | 10-7 (Domicile : 4-4; Extérieur : 6-3)      |
| Conférence          | 20-10 (Domicile : 9-6; Extérieur : 11-4)    | 20-10 (Domicile : 9-6; Extérieur : 11-4)    | Conférence                                  | 26-26 (Domicile : 12-14; Extérieur : 14-12) | 26-26 (Domicile : 12-14; Extérieur : 14-12) | 26-26 (Domicile : 12-14; Extérieur : 14-12) | 26-26 (Domicile : 12-14; Extérieur : 14-12) |
| Total               | 46-36 (Domicile : 21-20; Extérieur : 25-16) | 46-36 (Domicile : 21-20; Extérieur : 25-16) | 46-36 (Domicile : 21-20; Extérieur : 25-16) | 46-36 (Domicile : 21-20; Extérieur : 25-16) | 46-36 (Domicile : 21-20; Extérieur : 25-16) | 46-36 (Domicile : 21-20; Extérieur : 25-16) | 46-36 (Domicile : 21-20; Extérieur : 25-16) |

## Classements

### Saison régulière
| Conférence Ouest | Conférence Ouest                    | Conférence Ouest | Conférence Ouest | Conférence Ouest | Conférence Ouest | Conférence Ouest | Conférence Ouest |
| No               | Franchise                           | Vic.             | Def.             | MJ               | V/D              | GB               |                  |
| ---------------- | ----------------------------------- | ---------------- | ---------------- | ---------------- | ---------------- | ---------------- | ---------------- |
| 1                | c - Thunder d'Oklahoma City         | 57               | 25               | 82               | .695             | -                |                  |
| 2                | x - Nuggets de Denver               | 57               | 25               | 82               | .695             | -                |                  |
| 3                | x - Timberwolves du Minnesota       | 56               | 26               | 82               | .683             | 1                |                  |
| 4                | y - Clippers de Los Angeles         | 51               | 31               | 82               | .622             | 6                |                  |
| 5                | y - Mavericks de Dallas             | 50               | 32               | 82               | .610             | 7                |                  |
| 6                | x - Suns de Phoenix                 | 49               | 33               | 82               | .598             | 8                |                  |
|                  |                                     |                  |                  |                  |                  |                  |                  |
| 7                | x - Pelicans de La Nouvelle-Orléans | 49               | 33               | 82               | .598             | 8                |                  |
| 8                | x - Lakers de Los Angeles           | 47               | 35               | 82               | .573             | 10               |                  |
| 9                | pi - Kings de Sacramento            | 46               | 36               | 82               | .561             | 11               |                  |
| 10               | pi - Warriors de Golden State       | 46               | 36               | 82               | .561             | 11               |                  |
|                  |                                     |                  |                  |                  |                  |                  |                  |
| 11               | o - Rockets de Houston              | 41               | 41               | 82               | .500             | 16               |                  |
| 12               | o - Jazz de l'Utah                  | 31               | 51               | 82               | .378             | 26               |                  |
| 13               | o - Grizzlies de Memphis            | 27               | 55               | 82               | .329             | 30               |                  |
| 14               | o - Spurs de San Antonio            | 22               | 60               | 82               | .268             | 35               |                  |
| 15               | o - Trail Blazers de Portland       | 21               | 61               | 82               | .256             | 36               |                  |

| Division Pacifique            | V  | D  | MJ | V/D  | GB | Dom   | Ext   | Div  |
| ----------------------------- | -- | -- | -- | ---- | -- | ----- | ----- | ---- |
| y - Clippers de Los Angeles   | 51 | 31 | 82 | .622 | –  | 25-16 | 26-15 | 9-7  |
| x - Suns de Phoenix           | 49 | 33 | 82 | .598 | 2  | 25-16 | 24-17 | 9-9  |
| x - Lakers de Los Angeles     | 47 | 35 | 82 | .573 | 4  | 28-14 | 19-21 | 7-10 |
| pi - Kings de Sacramento      | 46 | 36 | 82 | .561 | 5  | 24-17 | 22-19 | 10-7 |
| pi - Warriors de Golden State | 46 | 36 | 82 | .561 | 5  | 21-20 | 25-16 | 7-9  |

### NBA In-Season Tournament
| Rang | Équipe                    | Pts | J | G | P | Pp  | Pc  | Diff |
| ---- | ------------------------- | --- | - | - | - | --- | --- | ---- |
| 1    | Kings de Sacramento       | 8   | 4 | 4 | 0 | 482 | 452 | 30   |
| 2    | Timberwolves du Minnesota | 7   | 4 | 3 | 1 | 438 | 438 | 0    |
| 3    | Warriors de Golden State  | 6   | 4 | 2 | 2 | 483 | 479 | 4    |
| 4    | Thunder d'Oklahoma City   | 5   | 4 | 1 | 3 | 463 | 439 | 24   |
| 5    | Spurs de San Antonio      | 4   | 4 | 0 | 4 | 429 | 487 | -58  |